# Muldenhütten

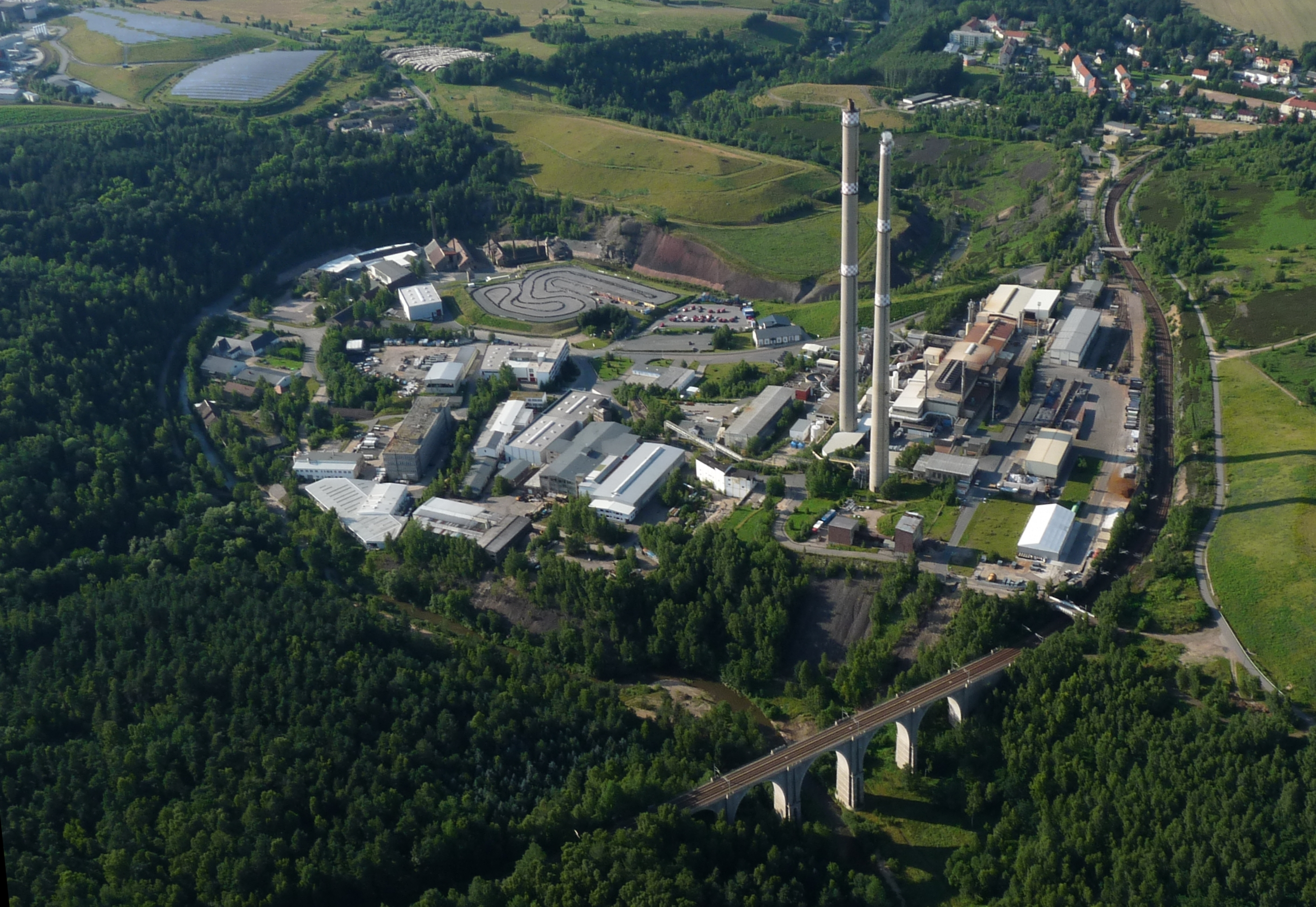
Blick von Süden auf Muldenhütten

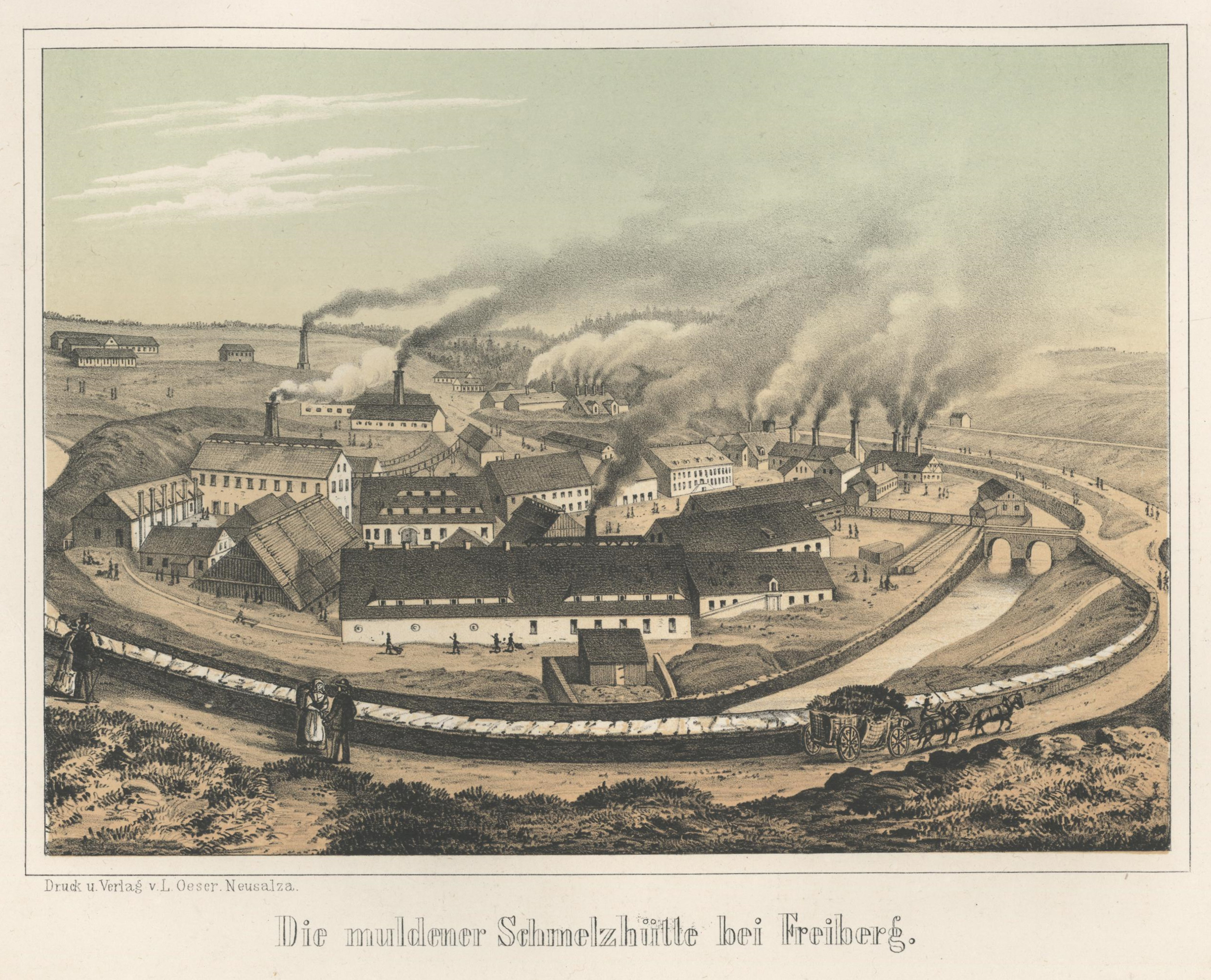
Die muldener Schmelzhütte bei Freiberg 1856

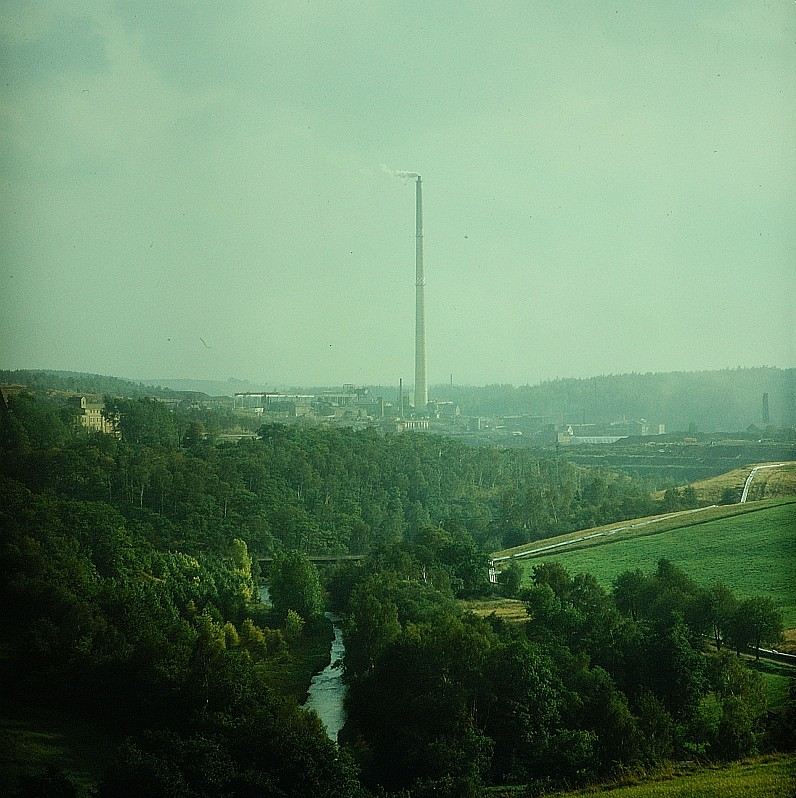
Blick auf die Bleihütte (1980)

Muldenhütten ist ein Industriegebiet, das seit dem 1. Januar 2012 zu Freiberg gehört. Es liegt unmittelbar auf dem rechten Ufer der Freiberger Mulde. Der Ort verfügt über einen Bahnhof an der Hauptbahn Dresden–Werdau und ist fast 700 Jahre von der Metallurgie geprägt. Muldenhütten gehört zum Freiberger Stadtteil Freiberg-Ost.

## Geschichte

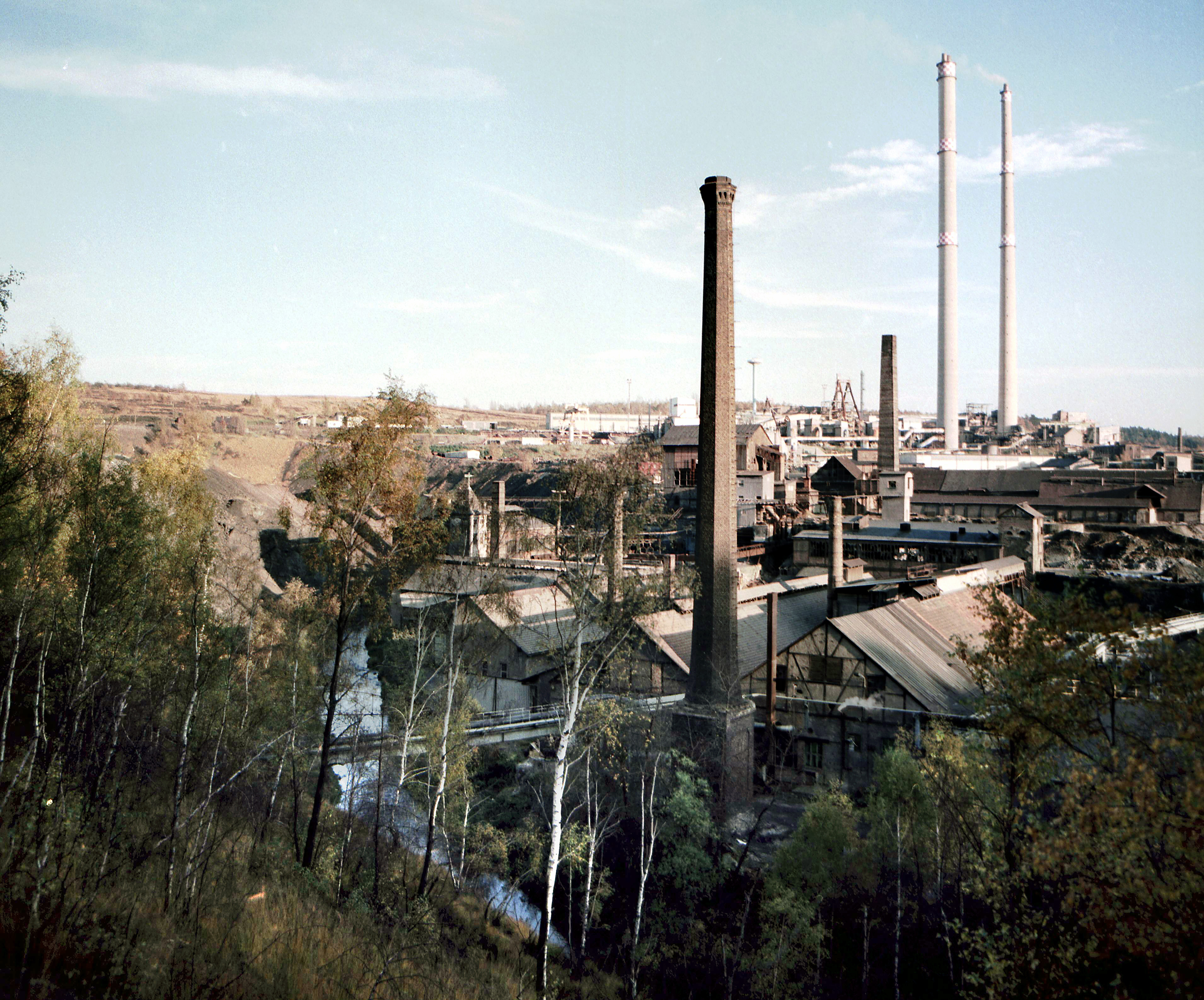
Die Muldenhütte 1989

Bereits 1318, 1353, 1367 und 1370 ist in verschiedenen Urkunden und Dokumenten von „Schmelzhütten“ die Rede. Begünstigt durch die Lage an der Mulde, auf der das zur Verhüttung benötigte Brennholz heran geflößt wurde, entwickelten sich die so genannte Obere Muldener Hütte oder auch Krumme Hütte und die Untere Muldener Hütte, auch Neue Hütte oder Stückofenhütte genannt. Diese Hütten waren, wie der gesamte Silberbergbau, anteilmäßig im Besitz der Wettiner beziehungsweise des sächsischen Staates.

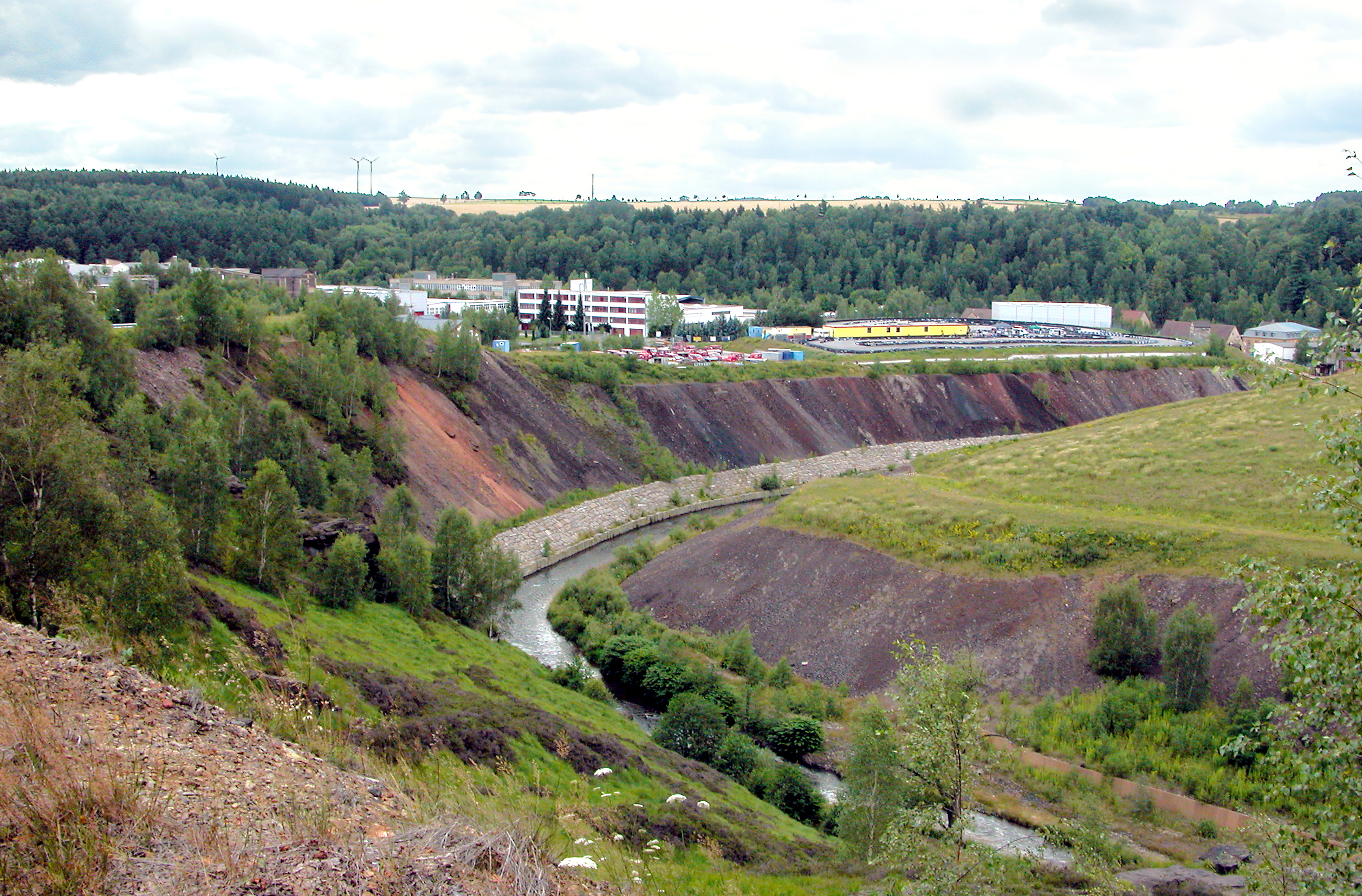
Die Muldenhütte 2011

Anfänglich schmolz man ausschließlich Silbererz aus dem in unmittelbarer Nachbarschaft liegenden Freiberger Bergbaurevier aus. Dabei anfallendes Kupfer und Nickel wurde zur Weiterverarbeitung nach Halsbrücke, Aue oder Oberschlema verbracht. 1825 wurden die Untere und die Obere Muldener Hütte zur Hütte Muldenhütten vereinigt. Seit 1847 wurde in Muldenhütten privatwirtschaftlich Arsenik gewonnen. 1857 nahm eine Zinkhütte ihren Betrieb auf, und 1863 kam eine Tonwarenfabrik hinzu. 1878 stellte man erstmals fabrikmäßig Schwefelsäure her. 1862 erhielt Muldenhütten Anschluss an die Eisenbahn nach Freiberg und Dresden. Zu dieser Zeit wurde auch der 150 m lange und 42 m hohe Muldenhüttener Eisenbahnviadukt errichtet. Zunehmend wurden ausländische Erze, die 1909 einen Anteil von 82 % hatten, in Muldenhütten verhüttet.
Seit 1863 wurde an die Dresdener Münze Silber geliefert. Von 1887 bis 1953 war die Sächsische Staatsmünze (Münzzeichen E) die von Dresden verlegte Münzstätte Muldner Hütte, die später Münzstätte Muldenhütten genannt wurde. Hier wurden etwa 7,5 % der Münzen des Deutschen Reichs geprägt. 1892 wurde eine etwas abseits liegende Dynamitfabrik eröffnet. Mindestens bis in die 1920er/1930er Jahre gab es an der Freiberger Mulde am heutigen Pulvermühlenweg eine Pulvermühle.
In diesem Komplex gab es Anlagen für die Bleigewinnung, die 1961 als Betriebsteil in den Bergbau- und Hüttenkombinat „Albert Funk“ aufgingen. In den 1960er Jahren wurden Spurenmetalle gewonnen und später Silizium-Kristalle gezüchtet. Die Produktion wurde ab den 1970er Jahren mehr und mehr auf Recycling von Metallen und Spurenmetallen umgestellt. Im Jahr 1990 erfolgte die Privatisierung des Kombinates. Seitdem wird hier aus Batterien- und Akkumulatorenschrott nur noch so genanntes Sekundär-Blei gewonnen. Der Komplex ging in der SAXONIA AG Metallhütten- und Verarbeitungswerke Freiberg auf. Diese wurde kurze Zeit später in die Saxonia Standortentwicklungs- und Verwertungs GmbH transformiert. 1993 kaufte die Rheinische Zinkgesellschaft mbH die Hütte Muldenhütten und bildete daraus die Muldenhütten Recycling und Umwelt GmbH.
Mit der jahrhundertelangen Nutzung als Hüttenstandort waren erhebliche Belastungen der Umwelt verbunden. Die durch die Produktionsprozesse des Kombinates „Albert Funk“ in der Region Freiberg freigesetzten Schwermetallemissionen und die gesundheitlichen Risiken durch die Belastung mit signifikanten Blei- und Arsenwerten wurden bereits in den 1980er Jahren in der DDR thematisiert.
Seit 1990 wurden umfangreiche Projekte zur Boden- und Altlastensanierung durchgeführt. Die Anlagen der Hütte wurden zwischen 1993 und 1994 von der heute dort tätigen Muldenhütten Recycling und Umwelttechnik GmbH (MRU) aufwändig modernisiert. Die heutigen Anlagen erfüllen die Anforderungen an die Vorsorge für Gesundheit und Sicherheit der Mitarbeiter und den Umweltschutz. Sie werden regelmäßig von unabhängigen Prüfstellen und Überwachungsbehörden überprüft.
Muldenhütten ist der älteste, noch in Betrieb befindliche Hüttenstandort in Deutschland. Die Schmelzhütten sind heute Hauptschmelzhütte der Muldenhütten Recycling und Umwelttechnik GmbH (MRU). MRU ist heute ein Tochterunternehmen der Berzelius Metall, die wiederum zum Konzern Eco-Bat Technologies Ltd. gehört. Die Hütte, die als Sekundärbleihütte mit angeschlossener Sondermüllverbrennungsanlage betrieben wird, ist die drittgrößte Bleihütte in Deutschland.

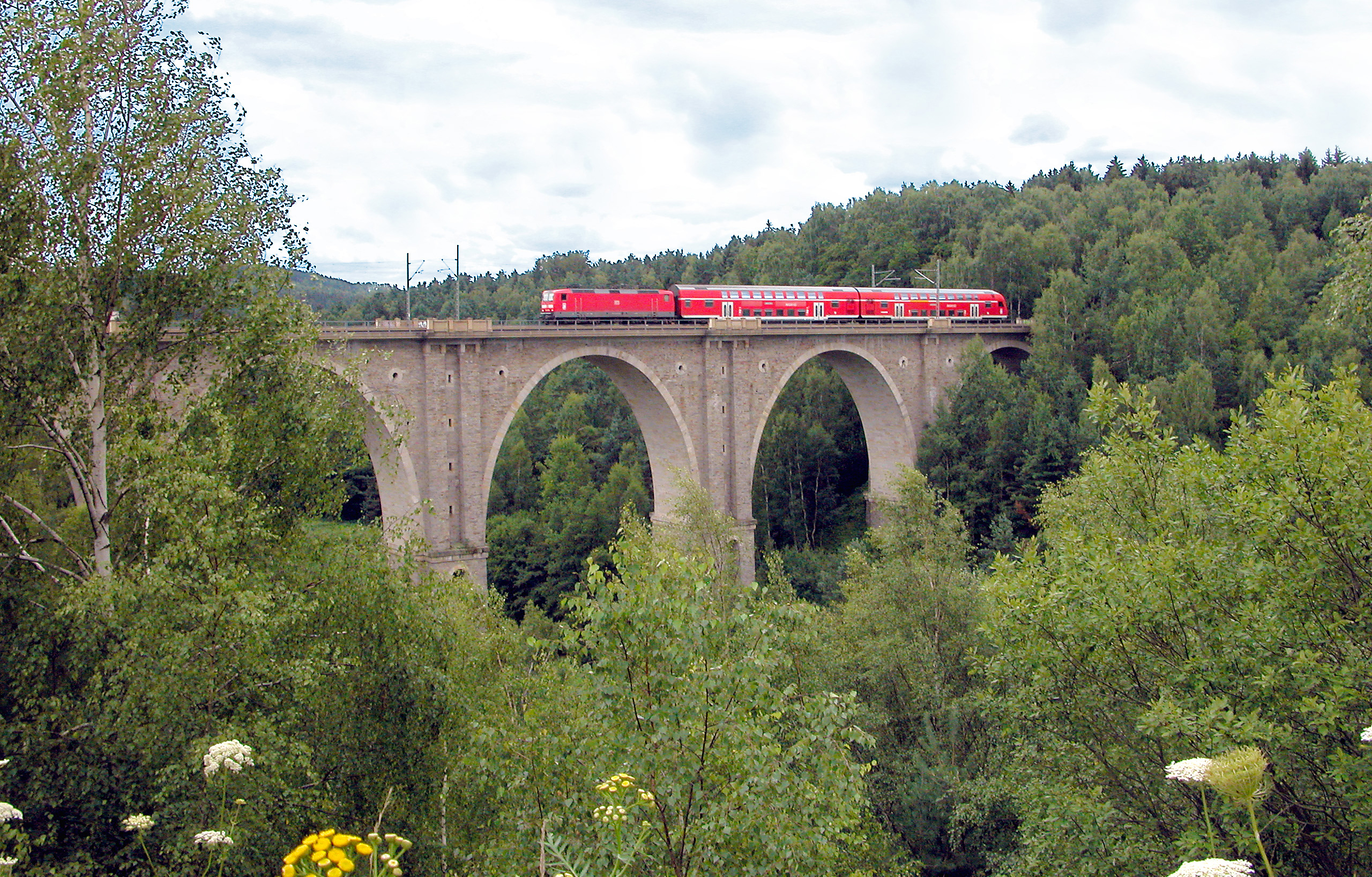
Viadukt Muldenhütten

Besonderes Kennzeichen von Muldenhütten sind die markanten Schornsteine, die erstmals Mitte des 19. Jahrhunderts errichtet wurden. 1859 entstand ein erster höherer, auf einer Anhöhe oberhalb des Bahnhofes gelegener Schornstein mit einer Höhe von 58 m. Dieser wurde 1934/35 durch einen 84 m hohen Schornstein ersetzt. 1979 und 1982 schließlich entstanden die beiden, heute noch als so genannte Landmarke das Landschaftsbild bestimmenden 200-Meter-Schornsteine.

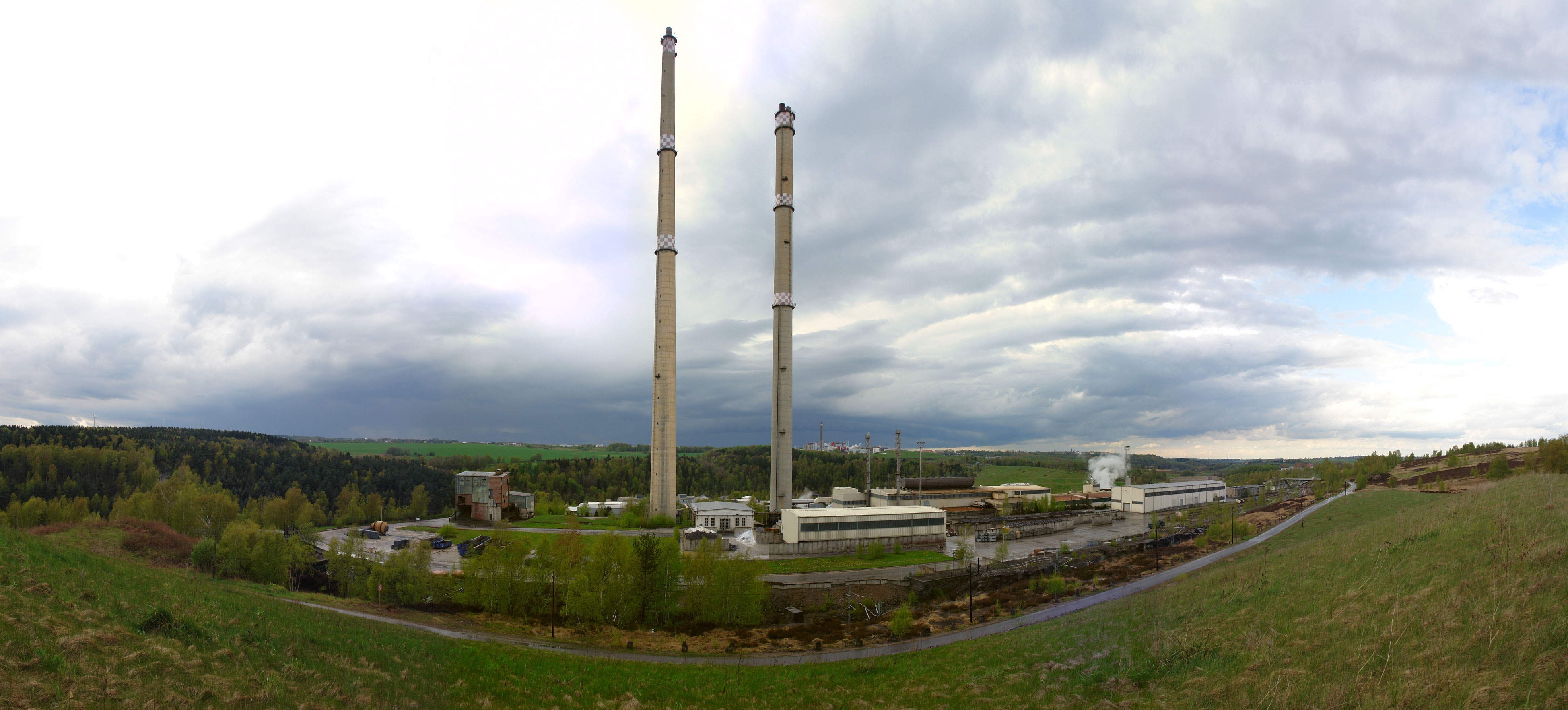
Panorama des Industriegebietes

Weitere historisch bedeutende Objekte sind das Schachtofengebäude aus den Jahren 1886/1887, die Pattinsonhütte, das Huthaus I aus der zweiten Hälfte des 17. Jahrhunderts und das Gebläsehaus mit originalem Zylindergebläse.
Der Hüttenstandort Muldenhütten ist ein ausgewählter Bestandteil des UNESCO-Welterbes Montanregion Erzgebirge.